# شهرستان کاسینی
کاسینی (به ایتالیایی: Cassine) یکی از شهرها و یکی از شهرستان‌های استان آلساندریا در منطقهایتالیایی پیدمونت می‌باشد که در ۲۱ کیلومتری جنوب غربی شهر آلساندریا در سمت چپ بخش پایینی بورمیدا در آکوئی‌ترمی واقع شده است
شهر بر روی تپه‌ها واقع شده است، محلی که اولین اجتماع در آن شکل گرفته است که زمینی مسطح است. محور اصلی اقتصاد شهر، کشاورزی می‌باشد.

## توابع و مناطق همسایه
علاوه بر قسمت اصلی کاسینی، سه تابعه در محدوده این شهرستان قرار می‌گیرد: کارازانو، گاووناتا و سنت آندریا. همچنین کاسینی با این شهرستان‌ها مرز مشترک دارد: آلیچه بل کله, کاستلنوآوو بورمیدا, گمالرو, مارانزانا, مومباروتسو, ریکالدونی, ریوالتا بورمیدا, سزادیو و استروی.

## مکان‌های دیدنی
- کلیسای سنت فرانسیس برای سده ۱۲ (میلادی) با معماری گوتیک با نمای خارجی آجری به همراه قوس‌ها و دو برج ناقوس که یکی از آن دو جدید تر است و برای سال ۱۶۴۴ (میلادی) می‌باشد.
- پالازو زوپی برای سده ۱۴ (میلادی) با نمای داخلی فرسکو از سده ۱۵ (میلادی). کلیسای کوچک داخل حیاط محلی برای هیئت رئیسه مدرسه پیئدمونتسی بوده است.

## افراد سرشناس کاسینی
- سنت برناردینو رئالینو: مقام پودستا در کاسینی در اواسط سده ۱۶ (میلادی).
- پیئترو راوا (۱۹۱۶-۲۰۰۶): بازیکن فوتبال

## سرشماری
آمار برگرفته از مرکز ملی آمار (ایتالیا) می‌باشد.